# Симор (округ Оу Клер, Висконсин)
Симор (енгл. Seymour, Eau Claire County) насељено је место без административног статуса у америчкој савезној држави Висконсин.

## Демографија
По попису из 2010. године број становника је 1.418, што је 56 (-3,8%) становника мање него 2000. године.
| Група             | 2000.         | 2010.         |
| Белци             | 1.428 (96,9%) | 1.366 (96,3%) |
| Афроамериканци    | 2 (0,1%)      | 5 (0,4%)      |
| Азијати           | 12 (0,8%)     | 15 (1,1%)     |
| Хиспаноамериканци | 10 (0,7%)     | 10 (0,7%)     |
| Укупно            | 1.474         | 1.418         |